# Paedotherium
Paedotherium — вимерлий, потенційно парафілетичний рід Notoungulate, що належить до родини Hegetotheriidae, що складається з невеликих схожих на гризунів (Glires) тварин. Чотири види однозначно визнані, від пізнього міоцену до плейстоцену Аргентини та з пізнього міоцену Болівії та Чилі.

## Опис
Скам'янілості Paedotherium дуже схожі на його родича Pachyrukhos. Це був невеликий ссавець і мав гіпсодонтний, «кролячий» зуб. Його тіло було дещо схожим з сучасними гризунами (Glires): довгі зайцеподібні ноги, гострі та видатні різці та навіть мозок, схожий на мозок Caviidae. Його вага приблизно становить від 1.8 до 2.2 кг. Зазвичай припускають, що це пасовищна тварина і, можливо, рийна.
Його череп відрізнявся від інших гегетотерів більш розвиненим передньо-верхньощелепним відростком і відсутністю сагітального гребеня. Третій верхній моляр довший за другий, другий верхній і нижній премоляри довші й вужчі за Пахирухос, третій нижній моляр має часточку трикутної форми. Його кінцівки мали довші плеснові кістки, більш міцну другу плеснову кістку та коротші четверту та п’яту плеснові кістки, ніж у Пахірухоса.

## Палеосередовище
Рід був присутній у багатьох середовищах, від посушливих до відкритої пампибіля моря Платаенсе, відомих у формаціях, таких як Арройо Часіко, де був присутній P. minor, до більш вологих і лісистих річкових середовищ, задокументованих у Пало Формація Пінтадо, де P. kakai є єдиною відомою формою.
Paedotherium був одним із останніх вцілілих нотунгулятів і останнім відомим Hegetotheriidae разом із Tremacyllus. Рід пережив Великий американський обмін і, можливо, дожив до самого раннього плейстоцену. Вимирання дрібного нотугулята відбулося в період зміни клімату, до якого гризуни  (Glires) могли бути краще пристосовані.